# Jakub Hora
Jakub Hora (Most, 23 febbraio 1991) è un calciatore ceco, attaccante del Dukla Praga.

## Palmarès

### Club

#### Competizioni nazionali
- Supercoppa della Repubblica Ceca: 1

Viktoria Plzeň: 2011
- Campionato lettone: 1

Riga FC: 2020
- Fotbalová národní liga: 1

Dukla Praga: 2023-2024